# Томас Хасан
Томас Едуард Хасан (на английски: Thomas Edward Hassan) е бивш американски учител и директор на средно училище, съпруг на федералната сенаторка Меги Хасан, бивша губернаторка на щата Ню Хампшър и щатска сенаторка.
Има ирландски произход. Завършил е Университет „Браун“, придобил е магистърска и докторска степени в Харвардския университет.
От 1989 година работи в средно училище с пансион за ученици от IX до XII клас в град Ексътър (Ню Хампшър), наречено Ексътърска академия „Филипс“ (Phillips Exeter Academy), основана от семейство Филипс през 1781 г. Там преподава математика и юношески изследвания (Junior Studies), отговаря за колежното консултиране, приема на ученици, общежитие, консултира ученически организации. Той е 14-ият директор на училището от 2009 до пенсионирането му през 2014 г. Седмичникът The New York Observer го нарежда сред „24-те най-влиятелни личности в елитните частни училища“ през 2011 г.
Председател е на организацията в САЩ „Училищна година в чужбина“ (School Year Abroad) от юни 2016 г.
Женен е за своята състудентка Меги Хасан, живеят в Ексътър, имат 2 деца. Като съпруг на губернаторката е първи джентълмен (First Gentleman) на щата Ню Хампшър в периода на нейното управление от 2013 до 2017 г.